# Una domenica d'estate
Una domenica d'estate (tdl. ‘Un domingo de verano’) es una película de 1962 dirigida por Giulio Petroni.

## Argumento
En una playa, durante un tranquilo domingo de agosto, se suceden toda clase de flirteos, equívocos, amores consumados y pequeñas tragedias cotidianas. Al final del día, todo volverá a la calma.

## Reparto
- Ugo Tognazzi: Benito.
- Raimondo Vianello: Adolfo.
- Jean-Pierre Aumont: Valerio.
- Anna Maria Ferrero: Milena.
- Karin Baal: Silvana.
- Françoise Fabian: Elisabetta.
- Franco Fabrizi: Giacomo.
- Dominique Boschero: Dolores.
- Gina Rovere: Maria.
- Angelo Zanolli: Andrea.
- Ulla Jacobsson: Olga.
- Eddie Bracken: Armando.
- Jacques Bergerac: Osvaldo.
- Daniela Bianchi: Donatella.
- Annie Gorassini: Úrsula.
- Annabella Incontrera: Lilly.
- Renato Speziali: Alberto.
- Rosita Pisano: Anita.
- Elisabetta Velinska: Crystal.
- Gina Mascetti
- Jimmy il Fenomeno